# 圖爾達

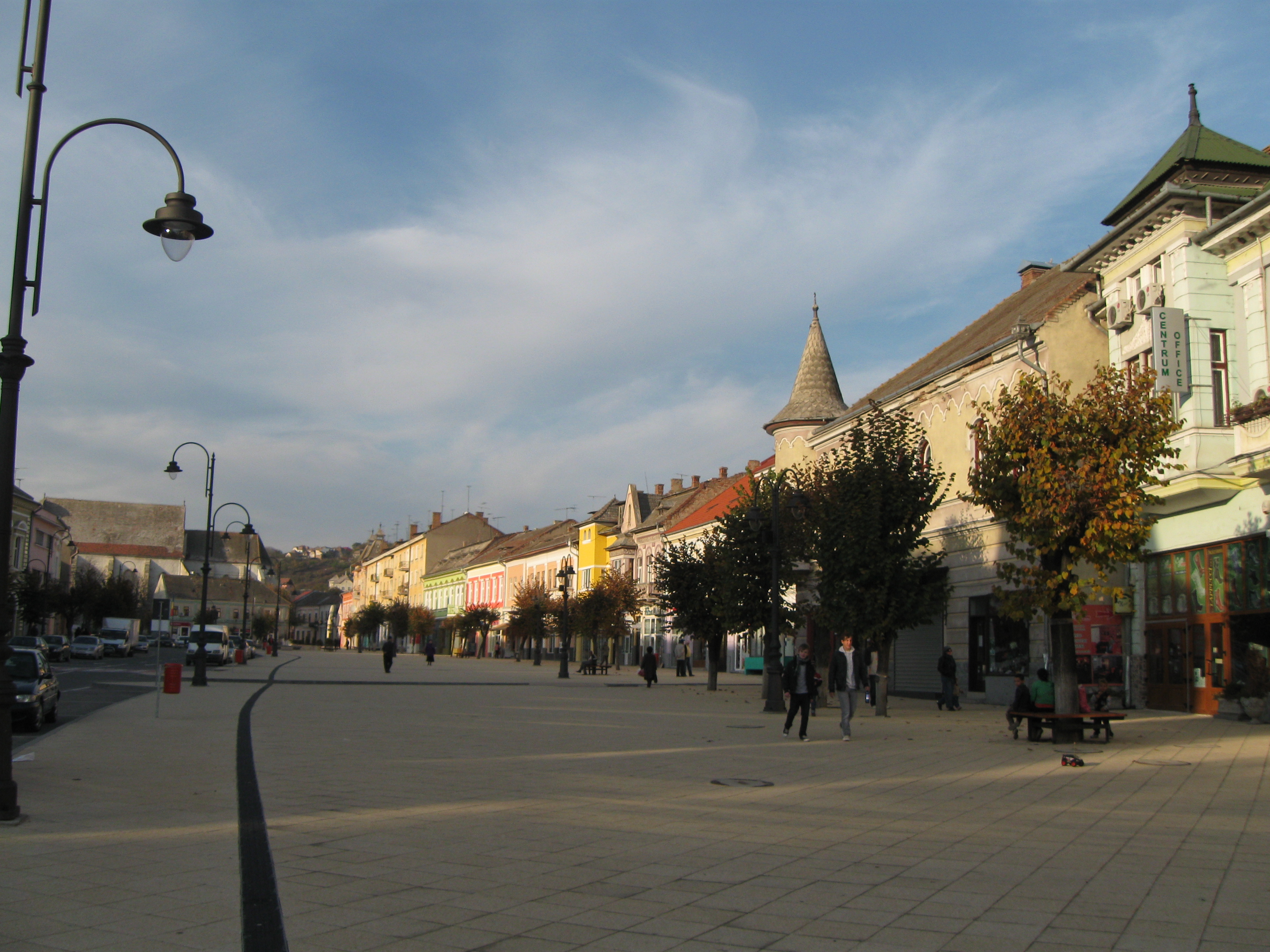

圖爾達是羅馬尼亞的城市，位於該國西北部，距離首府克盧日-納波卡30公里，由克魯日縣負責管轄，面積91.43平方公里，海拔高度330米，2007年人口57,381。

## 外部連結
- TurdaTurism.ro （页面存档备份，存于）
- Fundatia Potaissa （页面存档备份，存于）
- InfoTurda.ro （页面存档备份，存于）